# Kim Hye-ok
Kim Hye-ok (en hangul, 김|혜|옥; nacida el 9 de mayo de 1958) es una actriz de Corea del Sur.

## Filmografía

### Series de televisión
| Año  | Título                                       | Personaje             | Red       | Ref.        |
| ---- | -------------------------------------------- | --------------------- | --------- | ----------- |
| 1980 | Lifetime in the Country                      |                       | MBC       |             |
| 1987 | Daughter                                     |                       | MBC       |             |
| 1988 | The Last Idol                                |                       | MBC       |             |
| 1991 | Lethe's Song                                 |                       | KBS2      |             |
| 1992 | Time and Tears                               |                       | KBS2      |             |
| 1995 | Fourth Republic                              |                       | MBC       |             |
| 1995 | Always Blue Hearts                           |                       | EBS       |             |
| 1996 | Im Kkeok-jeong                               |                       | SBS       |             |
| 1996 | Hometown of Legends "Ssangtaebawi"           |                       | KBS2      |             |
| 1996 | Hometown of Legends "Yaho"                   |                       | KBS2      |             |
| 1997 | Generation of Sensibility                    |                       | EBS       |             |
| 1999 | The Clinic for Married Couples: Love and War |                       | KBS2      |             |
| 2001 | Lovers                                       |                       | MBC       |             |
| 2003 | Snowman                                      |                       | SBS       |             |
| 2003 | Garden of Eve                                |                       | SBS       |             |
| 2003 | Breathless                                   |                       | MBC       |             |
| 2004 | What Happened in Bali                        |                       | SBS       |             |
| 2004 | Beautiful Temptation                         |                       | KBS2      |             |
| 2004 | Lotus Flower Fairy                           |                       | MBC       |             |
| 2004 | I'm Sorry, I Love You                        |                       | KBS2      |             |
| 2004 | Old Miss Diary                               |                       | KBS2      |             |
| 2005 | Hong Kong Express                            |                       | SBS       |             |
| 2005 | Wonderful Life                               |                       | MBC       |             |
| 2005 | The Hard Goodbye                             |                       | KBS1      |             |
| 2005 | Autumn Shower                                |                       |           |             |
| 2005 | Let's Go to the Beach                        |                       |           |             |
| 2005 | Bizarre Bunch                                |                       |           |             |
| 2005 | MBC Best Theater "Garibong Ocean's Eleven"   |                       |           |             |
| 2006 | Wolf                                         |                       |           |             |
| 2006 | Dr. Kkang                                    |                       |           |             |
| 2006 | Love Truly                                   |                       |           |             |
| 2006 | Over the Rainbow                             |                       |           |             |
| 2006 | Common Single                                |                       |           |             |
| 2006 | Fugitive Lee Doo-yong                        |                       |           |             |
| 2006 | 90 Days, Time to Love                        |                       |           |             |
| 2006 | Love and Hate                                |                       |           |             |
| 2006 | Miracle                                      |                       |           |             |
| 2007 | Salt Doll                                    |                       |           |             |
| 2007 | Flowers for My Life                          |                       |           |             |
| 2007 | Several Questions That Make Us Happy         |                       |           |             |
| 2007 | Capital Scandal                              |                       |           |             |
| 2007 | Ground Zero                                  |                       |           |             |
| 2007 | The Golden Age of Daughters-in-Law           |                       |           |             |
| 2007 | Likeable or Not                              |                       |           |             |
| 2008 | Formidable Rivals                            |                       |           |             |
| 2008 | You Stole My Heart                           |                       |           |             |
| 2008 | My Sweet Seoul                               |                       |           |             |
| 2008 | My Life's Golden Age                         |                       |           |             |
| 2008 | White Lies                                   |                       |           |             |
| 2009 | My Too Perfect Sons                          |                       |           |             |
| 2009 | Two Wives                                    |                       |           |             |
| 2009 | Heading to the Ground                        |                       |           |             |
| 2009 | Don't Hesitate                               |                       | SBS       |             |
| 2010 | Bad Guy                                      |                       | SBS       |             |
| 2010 | The Scarlet Letter                           |                       | MBC       |             |
| 2010 | Drama Special "Stone"                        |                       |           |             |
| 2010 | It's Okay, Daddy's Girl                      |                       | SBS       |             |
| 2011 | Royal Family                                 |                       | MBC       |             |
| 2011 | All My Love                                  |                       | MBC       |             |
| 2011 | Baby Faced Beauty                            |                       | KBS2      |             |
| 2011 | Scent of a Woman                             |                       | SBS       |             |
| 2011 | Drama Special "Daughters of Bilitis Club"    |                       | KBS2      |             |
| 2011 | My One and Only                              |                       | KBS1      |             |
| 2011 | Saving Mrs. Go Bong-shil                     |                       | TV Chosun |             |
| 2012 | Dr. Jin                                      |                       | MBC       |             |
| 2012 | My Daughter Seo-young                        |                       | KBS2      |             |
| 2012 | Ugly Cake                                    |                       | MBC       |             |
| 2012 | Here Comes Mr. Oh                            |                       | MBC       |             |
| 2013 | All About My Romance                         |                       | SBS       |             |
| 2013 | Two Weeks                                    |                       | MBC       |             |
| 2013 | Drama Special "Yeon-woo's Summer"            |                       | KBS2      |             |
| 2013 | Melody of Love                               |                       | KBS1      |             |
| 2014 | Can We Fall in Love, Again?                  | Jung Soon-ok          | jTBC      |             |
| 2014 | Jang Bo-ri is Here!                          | In-hwa                | MBC       |             |
| 2014 | Doctor Stranger                              |                       | SBS       |             |
| 2014 | Discovery of Love                            | Shin Yoon-hee         | KBS2      |             |
| 2014 | Sweet Secret                                 | Oh Myung-hwa          | KBS2      |             |
| 2015 | The Producers                                | Lee Hoo-nam           | KBS2      |             |
| 2015 | A Daughter Just Like You                     | Hong Ae-ja            | MBC       |             |
| 2016 | Listen to Love                               |                       | jTBC      |             |
| 2016 | Father, I'll Take Care of You                | Moon Jeong-Ae         | MBC       |             |
| 2016 | Let's Make a New Start                       | Kim Ha-na             | MBC       |             |
| 2017 | Manhole                                      | Yoon Kkeut-soon       | KBS2      |             |
| 2017 | Strong Family                                | Mrs. Jo               | SBS       |             |
| 2017 | My Golden Life                               | Yang Mi-jung          | KBS2      |             |
| 2018 | What's Wrong With Secretary Kim?             | Madame Choi           | tvN       |             |
| 2018 | Dear Judge                                   | Im Geum-mi            | SBS       |             |
| 2020 | Oh, mi bebé                                  | Lee Ok-ran            | tvN       | [ 5 ]       |
| 2020 | The Spies Who Loved Me                       | Hye Ra-shin           | MBC       |             |
| 2022 | Through the Darkness                         | Park Young-shin       | SBS TV    |             |
| 2022 | It's Beautiful Now                           | Han Kyeong-ae         | KBS2      |             |
| 2023 | The Real Has Come!                           | Kang Bong-nim         | KBS2      | [ 6 ] [ 7 ] |
| 2023 | Destined With You                            | Eun Wol               | jTBC      | [ 8 ]       |
| 2025 | La bruja                                     | Madre en la comisaría | Channel A | [ 9 ]       |

### Películas
| Año  | Título            | Personaje            | Notas                                                                                          |
| ---- | ----------------- | -------------------- | ---------------------------------------------------------------------------------------------- |
| 2006 | Ad-Lib Night      | Madre de Myung-eun   | junto a Han Hyo-joo, Kim Young-min, Choi Il-hwa, Lee Jung-hyun y Yoon Hee-seok                 |
| 2008 | My Dear Enemy     | CEO Han              | junto a Ha Jung-woo, Jeon Do-yeon, Kim Young-min y Kim Hee-jung                                |
| 2016 | The Table         | Sook-hee             | junto a Jung Yu-mi, Han Ye-ri, Jung Eun-chae, Im Soo-jung y Jeon Sung-woo                      |
| 2019 | Cheer Up, Mr. Lee | Abuela de Saet Byeol | junto a Cha Seung-won, Uhm Chae-young, Park Hae-joon, Ahn Kil-kang, Jeon Hye-bin y Jo Han-chul |